# 먼나라 이웃나라
《먼나라 이웃나라》는 만화가 이원복(李元馥)의 학습 만화 시리즈이다. 세계 각국의 역사와 문화를 소개하고 있으며, 시즌1은 서유럽·남유럽·동아시아·미국 등을 주제로 하였다. 시리즈 전 권에 걸쳐 바스크 모자를 쓴 작가의 캐릭터가 등장한다.

## 역사
1981년 소년한국일보에 연재되었던 원고를 편집한 초판이 1987년에 고려원미디어(당시 고려가. 1990년 상호변경)에서 《먼나라 이웃나라》라는 제목으로 출간되었는데 작가가 고등학교(경기고) 동창인 계몽사 김춘식 사장을 찾아가 부탁했으나 "계몽사가 어떻게 만화를 내냐"며 거절해 무산되기도 했다. 당시에는 신문 연재 만화에 원고를 그대로 실었기 때문에, 각 권의 제목과 내용이 일치하지 않았으며 인물의 대사도 모두 손글씨였다. 프랑스, 영국, 네덜란드, 스위스, 도이칠란트(독일), 이탈리아를 소재로 하였다.
개정판은 1992년에 출간되었다. 기존의 5단 편집이 4단 편집으로 바뀌었고, 원고 분량을 각 권의 제목에 맞게 새로 편집하였으며, 기존 판에서는 손글씨였던 대사가 컴퓨터 글씨로 바뀌었다. 하드커버와 소프트커버로 출간되었다. 또한 독일의 재통일 등의 시대적 변화들이 있었기 때문에 일부 내용이 수정되었다.
한편, 고려원미디어의 모체 고려원이 90년대 후반 어학 교재 사업 등에 과다투자한 게 원인이 되어 1997년 3월 22일 고려원과 함께 부도 처리되자 《먼나라 이웃나라》의 출판권은 1998년 김영사로 넘어갔으며, 동시에 이름도 《새 먼나라 이웃나라》로 바뀌었고 계몽사가 고려원의 도서들을 대행 판매했으나 무리한 사업다각화 때문에 계몽사가 부도를 맞아 고려원과 자회사 고려원미디어는 극심한 경영난을 겪었으며 결국 고려원 고려원미디어 두 회사는 2003년 4월 22일 법인 소멸됐다. 김영사 판은 기본적으로 고려원미디어의 개정판과 같으나 3도 인쇄를 하였고 그 동안 변경된 내용들이 보충되었다. 또한 후속편으로 일본·우리나라(대한민국)·미국편이 나왔으며, 2000년대 들어서 컬러 인쇄판을 출판했다. 또, 2010년 8월에 중국(중화인민공화국) 1편이 출시되었고 2011년에는 중국 2편이 출시되었다. 그리고 2013년 15번째 시리즈인 에스파냐(스페인)편으로 시즌1이 완간되었다.
2024년 10월, 최신 개정판인 '먼나라 이웃나라: 시대를 넘어 세대를 넘어'가 발간되었다. (발매 당시 총 24권)

## 시리즈 구성
- 시즌 1
  - 1권 :  네덜란드 편[6]
  - 2권 :  프랑스 편
  - 3권 :  독일 편[7]
  - 4권 :  영국 편
  - 5권 :  스위스 편
  - 6권 :  이탈리아 편
  - 7권 :  일본 편 - 일본인 편
  - 8권 :  일본 편 - 역사 편
  - 9권 :  대한민국 편[8]
  - 10권 :  미국 편 - 미국인 편
  - 11권 :  미국 편 - 역사 편
  - 12권 :  미국 편 - 대통령 편
  - 13권 :  중화인민공화국 편 - 근대 편[9]
  - 14권 :  중화인민공화국 편 - 현대 편
  - 15권 :  스페인 편
- 시즌 2
  - 16권 : 발칸반도 편
  - 17권 : 동남아시아 편
  - 18권 : 중동 편
  - 19권 :  캐나다· 오스트레일리아[10]· 뉴질랜드 편
  - 20권 :  오스만 제국과  튀르키예[11] 편
  - 21권 :  러시아 편 - 전근대 편
  - 22권 :  러시아 편 - 근현대 편
  - 23권 :  인도 및 인도 아대륙( 파키스탄,  방글라데시,  네팔,  부탄,  스리랑카) 편 - 전근대 편
  - 24권 :  인도 및 인도 아대륙( 파키스탄,  방글라데시,  네팔,  부탄,  스리랑카) 편 - 근현대 편

## 비판
- 프랑스 편(고려원, 김영사에서 만든 새로 쓴 먼나라 이웃나라)에서 프랑스 대혁명이 가까워졌을 때 로마 가톨릭 성직자들이 제2계급으로서 면세특권등을 누렸고, 지배계급의 편을 들었기 때문에 종교와 정치를 분리시켰다고 나온다.《이야기 세계사》(청아)에 따르면 이는 고위층 성직자들만의 이야기이다. 로마 가톨릭 사제들은 가난한 교우들의 곧 민중들의 편을 들었다. 사목을 하면서 가난한 교우들의 어려운 처지를 보았기 때문에, 당연히 민중들의 편을 들수밖에 없었던 것이다.
- 이탈리아 편에서 로마 사람이 "중국, 그거 먹는거유?"라고 묻는 장면이 나온다. 이는 사실과 다르다. 서양사학자 안효상 박사가 1993년에 쓴 《상식밖의 세계사》에 따르면 로마 사람들은 중국을 알고 있었고, 중국사람들도 로마를 알고 있었다. 로마 사람들은 중국 오나라에 가서 손권을 알현하여 로마제국의 관습에 대해 말했고, 중국 사람들도 로마 사람들을 대식국(大植國)사람이라고 불렀던 것이 그 증거이다.
- 네덜란드 편에서 안네의 일기 이야기를 하고 있다. 여기에도 잘못된 상식이 있다. 안네아빠가 "영어도 모르는데 미국에 어찌 가누?"라고 묻는 대사가 나온다. 영어를 모르니 미국에 갈 생각을 하지 못했다는 것인데, 사실과 다르다. 2007년 1월 26일자 《타임》에서 공개한 편지에 따르면, 안네아빠는 나치독일의 유대인 박해가 심각해지자 처자식들을 위험에서 구하기 위해 미국에 갈 생각을 했다. 하지만 네덜란드가 나치독일에게 점령당하여 여권을 내줄 미국대사관이 문을 닫는 바람에 미국에 가지 못하고, 식재료 장사를 하던 건물에 처자식들과 숨어든 것이다. (→안네 프랑크 참조)
- 초창기에는 진보주의적인 색채가 강했는데 시간이 지나면서 개정판이 나올수록 정반대로 보수주의적, 신자유주의적인 색채가 강해졌다.[출처 필요]
- 도이칠란트 편에서 독일에서는 해고가 노조의 허락을 받아야 할 수 있어서 해고하기가 어렵다고 말하는데, 이는 사실과 다르다. 독일에서는 해고여부를 노조가 아니라 작업장 평의회(노동자 500명이상인 사업장에서 작업장 평의회를 두도록 하여, 1주일에 1회이상 노동자와 사용자가 노동조건등을 공동결정하도록 하는 제도. 한국에서는 상시노동자 30명이상인 사업장에서 노사협의회를 두도록 되어 있다.→노동자경영참여.)와 자본가가 해고사유에 해당하는지를 공동결정함으로써 정하는 것이다. 이원복은 해고가 어렵기 때문에 해고를 쉽게 해야 한다는 신자유주의 논리인 고용의 유연성을 주장하는데,이는 억지이다. 독일을 비롯한 유럽의 사회민주주의 나라들은 이원복의 주장과 달리 해고가 어렵지 않다. 실업급여같은 사회적 안전망으로써 보호를 받지만 해고가 쉽다. 그 결과는 비정규직과 소득불균형이 늘어남으로써 노동자들의 삶의 질이 나빠진 것이다. 더구나 한국에서는 해고가 OECD 국가중에서 1년미만 단기근속자의 수는 가장 많은반면(36.2%), 10년이상 장기근속자 수가 제일 낮을 만큼(16.9%)해고가 쉽다.(날아라 노동/은수미 지음/부키)
- 영국 편에서 스코틀랜드와 웨일스가 가톨릭 국가라 나오는데 사실은 아니다. 스코틀랜드는 장로교가 우위를 차지하며(두번째가 가톨릭), 웨일스는 잉글랜드의 영향으로 웨일스성공회(church of Wales)신자가 대부분이다.
- 영국 편에서 찰스 2세가 선왕인 찰스1세를 처형하는 일에 가담한 이들에게 관용을 베풀었다고 말하고 있는데(고려원 기준),이는 사실과 다르다. 서양사학자 박상익 우석대학교 교수가 쓴 밀턴 평전(푸른역사 펴냄)에 따르면, 찰스 2세는 찰스 1세를 처형하는 일에 찬성한 이들의 이름을 살생부에 올려서 사형에 처하는 보복을 했다. 청교도 혁명에 참여한 존 밀턴 시인도 보복을 당할 뻔했지만, 시각장애인이라는 사실 때문에 처형을 면했다.
- 네덜란드 편에서 성상파괴운동을 실업 등으로 사회불만이 큰 네덜란드 군중들이 가톨릭 성당에서 성상을 파괴한 폭력인 것처럼 잘못 서술하고 있다. 역사학 블로거인 스노우씨의 거주지에 따르면, 16세기 네덜란드의 소수 종교였던 칼뱅주의 개신교가 자신들이 보기에 우상인 성상을 파괴함으로써 교회를 정화하고, 성상의 무력함을 보임으로써 가톨릭 교리를 부정하고자 한 의식(Ritual)이다.[12]

## 같이 보기
- 가로세로 세계사
- 설민석의 세계사 대모험
- 걸어서 세계속으로
- 세계테마기행